# 关余事件
关余事件是指1923年孙中山领导的广东革命政府与西方国家之间，对广东关税余额的使用问题所发生的冲突。
根据1901年《辛丑条约》的规定，中国海关的关税以及国内常关的关税需要存入条约指定的银行，作为中国对对外赔款的担保。这笔收入归中国海关总税务司管理，用于偿还外债、赔款和海关日常经费，剩余的款项称为关余，归中国政府使用。
1923年，孙中山在广州建立革命政府，为筹集经费要求广东海关将两广关余交与广东革命政府使用。北洋政府以及驻北京的外国使团抗議孙中山的要求，美国派出两艘兵舰进入广州白鹅潭。
不過最終广东革命政府获得了两广关余的使用权，据估计当时每年关余额度在一千万元左右。